# مسرح البيادر
مسرح أهلي بحريني تأسس في 18 مايو 2005 تحت مظلة (وزارة الإعلام سابقا) هيئة البحرين للثقافة والآثار.

## بداية التأسيس
تشكلت اولى بذور فرقة مسرح البيادر في أواسط التسعينيات حيث اجتمع مجموعة من طلبة الجامعة والثانوية لتقديم مجموعة من الأعمال المسرحية في مؤسسات خيرية ومدارس ومخيمات متفرقة لجهات متعددة، وكان أبرز تلك المحطات التي احتضنت الشباب هي جمعية الإصلاح (البحرين) التي كان لها تاريخ عريق مع المسرح من الأربعينيات، ومع ازدياد الأعمال الفنية المتميزة وبروز مجموعة من الموهوبين في التمثيل، فقد استقطبت الجمعية الفنان جمال الصقر – عن طريق جلال عبيد – ليقوم بتدريب الشباب على تنفيذ بعض الأعمل المسرحية،
حيث بدأ جمال يعطي نكهة جديدة للعمل المسرحي كونه من المتخصصين البارزين في هذا الشأن، ومن تلك الفترة بدأ الهاجس المسرحي التخصصي يدور في أذهان مجموعة من الشباب، وظل هذا الحماس يتراوح على مدى 10 سنوات حتى جاءت الرغبة الملحة في حفظ هذه الكوكبة من الأفراد في مسرح يرتقي بهذه المواهب لصقلها في شكل محترف مؤسسي عبر تأسيس مسرح البيادر في 18 مايو 2015 تحت ظل وزارة الإعلام (ٍسابقا)، ولعل الخلاف على هوية المسرح كان بين إنشاء مسرح تجاري وهو رأي جلال عبيد، وبين أن يتم الانضمام لقاطرة المسارح الأهلية بمسرح جديد يضيف على الآخرين روحا جديدة تهتم بالشباب والطفولة حسب ما ورد في النظام الأساسي، وهذا الخط كان مقترح الفنان جمال الصقر، وهو الاختيار الذي كان وما زال.

## أهداف المسرح
1.      إقامة وتنفيذ أعمال فنية وجماهيرية خاصة بالأطفال والشباب لتوجيههم نحو القيم الفاضلة والأخلاق الكريمة.
2.      الارتقاء بالمسرح فنيا وتربويا مع مراعاة القيم والعادات الأصيلة للمجتمع البحريني والتقاليد العربية العريقة.
3.      مناقشة مشاكل المجتمع الواقعية بطرحها في إطار جديد من خلال أعمال ذات طابع فني متميز.
4.      العمل على اكتشاف وإعداد كوادر من الموهوبين من الأطفال والشباب في مجال المسرح وإبرازهم للاستفادة منهم في الأعمال التلفزيونية والإذاعية.

## أول مجلس إدارة (2005 إلى 2008)
1. جمال الصقر (رئيسا)
2. أحمد جاسم
3. إبراهيم الحادي
4. جلال عبيد
5. وليد هجرس
6. عادل الجوهر
7. محمد الحبسي

## مجلس الإدارة الحالي (2020 إلى 2021)[2]
1. عبد الله الدرزي (رئيسا)
2. أحمد جاسم
3. جمال الصقر
4. البسام علي
5. محمد صقر
6. يوسف عرفه
7. عبد الله علي

## الأعمال المسرحية
قدم المسرح 22 عملا مسرحيا منها 15 عملا للكبار و 7 للأطفال، وإذا أضفنا عدد العروض التي ساهم فيها أعضاء المسرح ـ من غير الأعمال التي انتجها مسرح البيادر – إخراجا وتأليفا وتمثيلا بإيعاز من المسرح نفسه أو باجتهاد شخصي من بعض الأعضاء فسيكون العدد أكثر من ذلك بكثير وفيما يلي الأعمال المسرحية:

### مسرحيات الكبار

#### كمين
قصة المسرحية عن ضابط وجندي وقعا في كمين العدو، وهنا تبرز الحالات الانتقامية من قبل الجندي الذي يُعري ضعف الضابط بينما يواصل الضابط تفاخره وعنهجيته رغم الحصار الذي ساوى بينه وبين الجندي.
| بطاقة المسرحية                    | بطاقة المسرحية          |
| --------------------------------- | ----------------------- |
| تاريخ العرض                       | يونيو 2006              |
| تأليف                             | أحمد جاسم محمد          |
| إخراج                             | طاهر محسن               |
| تمثيل                             | أحمد جاسم علي سويد      |
| الاشراف العام                     | جلال عبيد               |
| الاشراف الاعلامي والعلاقات العامة | عبد الرحمن الخالدي      |
| تصميم السينوغرافيا والازياء       | علي سيف                 |
| تنفيذ الديكور                     | قاسم محمد محمود العباسي |
| تصميم الاضاءة                     | ياسر سيف                |
| تنفيذ الإضاءة                     | جعفر غلوم أحمد عقلان    |

#### في انتظار مريم
تحكي المسرحية عن جابر الكفيف الذي لم يتكتشف أنه كفيف إلا في مرحلة متقدمة من عمره نتيجة لحفظه المكان الذي يعيش فيه بكل تفاصيله وتقاطعاته والتي ساعدته على ذلك أمه المريضة، جابر وجد نفسه في ورطة حقيقية، زوجته مريم التي أحبها كثيرا وربما أحبته والتي أنجب منها زينب، رحلت عنه بعد أن رحل عنه بصره، أصدقاؤه هجروه لسوء أخلاقه معهم عندما كان بصيرا، أمه التي كانت تهتم بشؤونه وتفديه بصحتها مرضت وباتت طريحة الفراش، ولا تستطيع التعبير عما بداخلها إلا عن طريق الأنين، وأنينها يسبب لجابر ازعاجا ومعاناة، وأحيانا حنينا للماضي.
ماذا يفعل جابر في هذه المحنة الصعبة والوحدة القاسية، نسي كل شيء، الرفاق وقسوة الناس والجيران والماضي والغدر وبقيت في ذاكرته زوجته مريم التي هجرته، بقي على أمل أنها تعود إليه بحنين الماضي وذكرياتهما القرمزية وبابتسامة رائعة محملة بأنفاس الماضي الزكي، بقي يتذكرها ويتذكر كل لحظة جميلة عاشاها معا، نسي ما فعلته به بل وتناسى وكان يردد: أنتظرك يا مريم، عودي إلي، وأخذ يجمل المكان بالبخور الذي كانت تحبه مريم، بيد أن الدخان سبب ضيق التنفس لوالدته، واخذ الانتظار في أوج قمته، وبدأ يعزف لحنا شرقيا بالبخور، إلى أن اختفى أنين أمه ولم تعد له مريم، بل وقست عليه بمكالمة جائرة، ولا نعلم إن كانت هذه المكالمة حقيقية أو متخيلة، حتى تفجر اليأس منه فإذا به يقتل أمه لعله يتخلص من عذابات الشوق والتشتت.
| بطاقة المسرحية           | بطاقة المسرحية                       |
| ------------------------ | ------------------------------------ |
| تاريخ العرض              | يونيو 2008                           |
| تأليف وإخراج             | جمال الصقر                           |
| تمثيل                    | عادل الجوهر                          |
| الموسيقى                 | علي العليوي                          |
| مدير الإنتاج             | محمد الحبسي                          |
| العلاقات العامة والإعلام | أحمد جاسم محمد                       |
| المساهمة الصوتية         | عهود سبت                             |
| تصميم الإضاءة            | ياسر سيف                             |
| تنفيذ الإضاءة            | جعفر غلوم محمود عبد الله             |
| تصميم السينوغرافيا       | علي سيف                              |
| تنفيذ السينوغرافيا       | هاني سعد محمود عبد الله              |
| متابعة إدارية            | عبد الرحمن الخالدي عبد الرحمن بوجيري |
| رابط المشاهدة            | https://youtu.be/MMAhw0AITmQ         |

هذه المسرحية تم استئناف عرضها في شهر أبريل 2016 في مهرجان المونودراما بدولة الكويت، وقد شكلت المسرحية علامة بارزة ومشرقة في هذا المهرجان، بشهادة معظم النقاد والجمهور، وتلك المشاركة فقد أشعلت الحماس لمثل هذه الأعمال من جديد.

#### المنجم
قصة المسرحية عن مجموعة من عمال المناجم حوصروا في منجم للذهب، وهناك كانت صرخات اليأس تنظلق من الجميع، حاول البعض تهدئتهم وجمعهم على التعاون لزحزحة الصخرة التي سدت المدخل، ولكن لا فائدة، ثم بدأ التلاوم والعتب حتى وصل الحال لأن يقتل الصديق صديقه قتنفضح النفوس الأنانية المريضة.
| بطاقة المسرحية           | بطاقة المسرحية                                                                   |
| ------------------------ | -------------------------------------------------------------------------------- |
| تاريخ العرض              | فبراير 2009                                                                      |
| تأليف وإخراج             | أحمد جاسم محمد                                                                   |
| تمثيل                    | وليد محمد عبد الرحمن بوجيري زكريا الشيخ برفين ياسين قازاني محمد شاهين رمضان يوسف |
| مدير الإنتاج             | محمد الحبسي                                                                      |
| العلاقات العامة والإعلام | جمال الصقر                                                                       |
| هندسة الإضاءة            | عيسى محمد                                                                        |
| إعداد المؤثرات           | أحمد محمد                                                                        |
| مشرف الخدمات             | عبد الرحمن بوبدر                                                                 |
| متابعة الإنتاج           | أحمد الخشرم رمضان يوسف                                                           |
| المكياج                  | كريمة علي                                                                        |
| تنفيذ الديكور            | بدر إبراهيم محمد شاهين                                                           |
| تحريك الديكور            | محمد نبيل عبد العزيز الجار يوسف الذوادي أحمد البنكي                              |
| تسجيل الصوت              | استوديو أمواج                                                                    |
| رابط المشاهدة            | https://youtu.be/0aCEuREKa6E                                                     |

#### تحت الدخان
قصة المسرحية عن شابين يتذمران ممن يطلب منهما الاهتمام بقضايا الأمة، ولكنهما لا يأبهان لذلك ولا يهمها سوى مكانهما الذي يعيشان فيه، لكن الحرب تقترب منهما حتى تصل إلى ديارهما، وبعج أن يقع القصف عليها، وتهدم بيوتهماـ يلتقي هذان الشابان بأرواح الشهداء الذين يحاكمونهما على استهتارهما وتضييعهما أمانة الدفاع عن الأوطان.
| بطاقة المسرحية   | بطاقة المسرحية                                                                                             |
| ---------------- | --- |
| تاريخ العرض      | فبراير 2010                                                                                                |
| تأليف            | زكي محمد خلفه                                                                                              |
| إعداد وإخراج     | عادل الجوهر                                                                                                |
| تمثيل            | عادل الجوهر محمد صقر محمد غسان عبد الله الدرزي أحمد شريف البسام علي أحمد رشيد عبد الله التميمي سارة الخياط |
| مدير الإنتاج     | جلال عبيد                                                                                                  |
| مساعد إنتاج      | عارف إبراهيم محمد الحبسي                                                                                   |
| فني مؤثرات       | أحمد حسن                                                                                                   |
| كلمات الأغنية    | عادل الجوهر                                                                                                |
| تلحين وغناء      | أحمد عبد العزيز عادل الجوهر مروان المحمود محمد صقر                                                         |
| تصميم الديكور    | سعود مرزوق                                                                                                 |
| المكياج          | عهود سبت كريمة علي                                                                                         |
| إضاءة            | محمد الحبسي                                                                                                |
| اللجنة الإعلامية | سفيان الموسى أحمد جاسم محمد                                                                                |
| الأمين المالي    | منذر إبراهيم                                                                                               |
| الإشراف العام    | جمال الصقر                                                                                                 |
| رابط المشاهدة    | https://youtu.be/CjRz4AWXiqg                                                                               |

وأعيد عرض هذه المسرحية في عيد الأضحى المبارك 2010 باسم بسنا يا ناس وأضيفت له مجموعة من اللوحات التمثيلية والغنائية.

#### بلاليط
تحكي المسرحية عن قصة المواطن البسيط رمضان، الذي وجد كيس بلاليط انتهت مدتها فيقرر أن يشتكي على البائع في الشرطة، لكن الشرطة تتملص من القضية لأنها ليست الجهة المختصة، ثم ينتقل إلى الدفاع المدني والبلدية ومجلس النواب والحكومة والمطار وجميعهم يخلي مسؤوليته ويحوله على الآخر، وفي نهاية المسرحية نرى الأيدي الخفية التي توزع البلاليط من خلال مشهد سينمائي علامة على نفوذ الفساد الذي يعلو فوق القانون حتى ينهمر البلاليط على الجميع كالمطر، ولذا ضاعت قضية رمضان وسط بيروقراطية سخيفة نراها تتكرر في الكثير من مشاهد حياتنا اليومية.
| بطاقة المسرحية          | بطاقة المسرحية                                                                                            |
| ----------------------- | --- |
| تاريخ العرض             | ديسمبر 2011                                                                                               |
| فكرة                    | رمضان يوسف                                                                                                |
| تأليف                   | جمال الصقر                                                                                                |
| إخراج                   | أحمد جاسم محمد                                                                                            |
| تمثيل                   | عادل الجوهر محمد صقر أحمد جاسم البسام علي عبد الله الدرزي عبد الرحمن بوبدر محمد حسن أحمد شريف أحمد السادة |
| مدير الإنتاج وفني الصوت | عبد الرحمن بوجيري                                                                                         |
| تنفيذ السينوغرافيا      | رمضان يوسف                                                                                                |
| شعر                     | عادل المحميد                                                                                              |
| إضاءة                   | محمد الحبسي                                                                                               |
| تصميم الشاشة السينمائية | محمد بوقحوص                                                                                               |
| موسيقى                  | أحمد عبد العزيز                                                                                           |
| تصميم المطبوعات         | عبد الله فؤاد                                                                                             |
| رابط المشاهدة           | https://youtu.be/yyh75WLDSFE                                                                              |

هذه المسرحية فازت بالترشح للمهرجان الخليجي 2012م في صلالة بسلطنة عمان، وحصد فيه المسرح جائزة أفضل ممثل دور أول، للفنان عادل الجوهر متفوقا في هذا الدور على مجموعة من الممثلين المحترفين في المسرح، كما تم إعادة عرض المسرحية تحت مسمى شعب البلاليط خلال شهر يوليو 2015

#### الدياية طارت
تحكي المسرحية عن قصة تآمر القاضي مع الخباز في أكل دجاجة أخد أفراد الشعب، وعندما جاء ذلك المواطن للشكوى على الخباز - صديق القاضي - تلاعب القاضي في القضية مدعيا أن الدجاجة طارت بقدرة قادر، ذلك لأن هو من تقاسمها وأكلها مع الخباز المحتال، وهكذا تضيع قضايا الناس في ظل منطق مقلوب مغشوش.
| بطاقة المسرحية | بطاقة المسرحية                                                               |
| -------------- | ---------------------------------------------------------------------------- |
| تاريخ العرض    | فبراير 2013                                                                  |
| تأليف          | توفيق الحكيم                                                                 |
| إعداد وإخراج   | عادل الجوهر                                                                  |
| تمثيل          | عادل الجوهر أحمد شريف محمد صقر البسام علي عبد الله الدرزي محمد حسن أحمد رشيد |
| مدير الإنتاج   | عبد الله الدرزي                                                              |
| متابعة إنتاج   | جلال عبيد                                                                    |
| الإضاءة        | محمد الحبسي                                                                  |
| إعداد المؤثرات | أحمد حسن                                                                     |
| تنفيذ الديكور  | سعود مرزوق                                                                   |
| كلمات الأغنية  | عادل الجوهر                                                                  |
| تسجيل الأغنية  | أحمد بوجيري                                                                  |
| الاشراف العام  | أحمد جاسم محمد                                                               |
| رابط المشاهدة  | https://youtu.be/ZVqe6JxaIXA                                                 |

#### اسكت ولا كلمة
تتحدث المسرحية عن رجل كبير في السن كان يعمل كاتبا في إحدى الصحف، وبعد فترة من الزمن توفي هذا الكاتب، وكان له ابنا شابا متهورا، وحاول الأب قبل مماته أن يصلحه فأعطاه نبته كي يحافظ عليها كاختبار من الوالد لحس المسؤولية عند الابن، ولكن الشاب لم يستمع لوصية الأب وقان بإهمال النبتة، وعمل هذا الشاب مكان أبيه ككاتب في الصحيفة، وأصبح ينشر الفتنة بين الموظفين لأخذ المناصب بطرق ملتوية، حتى ثار عليه الناس وحاكموه وانتقموا منه.
| بطاقة المسرحية | بطاقة المسرحية                                                               |
| -------------- | ---------------------------------------------------------------------------- |
| تاريخ العرض    | أكتوبر 2013                                                                  |
| تأليف وإخراج   | عبد الله الدرزي                                                              |
| تمثيل          | أحمد شريف عادل الجوهر محمد صقر عبد الله الدرزي البسام علي محمد حسن أحمد رشيد |
| مدير الإنتاج   | جلال عبيد                                                                    |
| الصوتيات       | أحمد حسن                                                                     |
| الإضاءة        | محمد الحبسي                                                                  |

#### بيتنا الذي
تتحدث المسرحية عن صاحب بيت أثري ضخم ورثه من اجداده، أهمله كثيرا فبدأ يتداعى حتى طمع فيه الجيران والغرباء، وجاءوا لاستئجاره، ولكن المستأجر يتحول مع الوقت إلى محتل بسبب ضعف صاحب البيت الذي يُطرد من البيت، وهكذا تضيع الأوطان.
| بطاقة المسرحية                  | بطاقة المسرحية |
| ------------------------------- | --- |
| تاريخ العرض                     | فبراير 2014 |
| تأليف                           | عن قصة لـ عزيز نيسين |
| إعداد وإخراج                    | أحمد جاسم محمد |
| تمثيل                           | عادل الجوهر محمد صقر البسام علي أحمد شريف عبد الله الدرزي محمد حسن أحمد رشيد محمد العبيدلي لمياء الشويخ هاشم عبد المجيد محمد بوكمال أحمد عبد القادر |
| مدير الإنتاج                    | يوسف عرفه |
| متابعة انتاج                    | عبد الله علي فيصل ال محمود |
| أشعار ومواويل                   | إبراهيم الأنصاري |
| الألحان والأداء                 | محمد العبيدلي |
| مهندس الإضاءة                   | جمال الصقر |
| تنفبذ الإضاءة                   | محمد الحبسي |
| تصميم الشاشة السينمائية         | محمد بوقحوص |
| تلحين وإعداد المؤثرات الموسيقية | زكريا الشيخ |
| تنفيذ الديكور                   | سعود مرزوق |
| الأزياء                         | منى سبكار |
| مكياج                           | فرح محمد |
| رابط المشاهدة                   | https://youtu.be/6RKdFRMPftU |

#### أروح لمين
عبارة عن قصة المواطن المسكين عبد الله الذي يحصل على الترحيب في بداية مراجعاته لوزارة الإسكان، لكنه كغيره يطلب منه أن يقوم بمراجعة المسؤولين بعد أسبوع من الطلب، وتدور الأيام لتصل إلى تمام الأسبوع، لكن الأسبوع يتجدد فتطول الأيام، بل تصل إلى سنوات حتى تكتمل التسع سنين من المتابعات، وتتخلل تلك السنوات أغلاط غريبة، حيث يتهم عبد الله يأنه يملك بيتا ومرة أخرى بأن البيت الذي يسكنون فيه باسمهم ومرة بأن هناك خطأ في الحاسب اللآلي وهكذا تطول السنوات، وتتعقد البيروقراطية المقيتة بل يتلاعب المرشحون للمجالس البلدية والنيابية لخدمة هذا المواطن رغبة في فوزهم بالمقاعد.
| بطاقة المسرحية     | بطاقة المسرحية                                                                           |
| ------------------ | ---------------------------------------------------------------------------------------- |
| تاريخ العرض        | يوليو 2014                                                                               |
| تأليف              | عادل المحميد                                                                             |
| إخراج              | عادل الجوهر                                                                              |
| تمثيل              | عادل الجوهر أحمد شريف البسام علي محمد صقر محمد حسن عبد الله الدرزي أحمد رشيد محمد بوكمال |
| مدير الإنتاج       | عبد الله علي                                                                             |
| مساعد الإنتاج      | يوسف عرفه فيصل ال محمود                                                                  |
| التصميم والجرافيكس | يحيى العمادي                                                                             |
| الديكور            | سعود مرزوق                                                                               |
| الاضاءة            | محمد الحبسي                                                                              |
| إعداد المؤثرات     | أحمد حسن                                                                                 |
| رابط المشاهدة      | https://youtu.be/Q1I8SlWl7C4                                                             |

#### هوى الديرة[4]
تتحدث عن مخرج يبحث عن نص لتقديمه كعرض للجمهور حتى إذا وجد الفكرة يبدأ الجزء الثاني من المسرحية عن مجموعة من الأشخاص يضيعون في البحر، ويدور بينهم خلاف ثم شجار يتصاعد مع تدخل شخص صاحب نوايا شريرة سبب التفريق بين الصديقين الحميمين، حيث يستغل الرجل الغريب ضعف علاقتهما فيقتل أحدهما الآخر، وتنتهي المسرحية بخروج علم البحرين الذي يعبر عن رمز الصمود واللحمة المبتغاة.
| بطاقة المسرحية     | بطاقة المسرحية                                      |
| ------------------ | --------------------------------------------------- |
| تاريخ العرض        | ديسمبر 2015                                         |
| تأليف              | جمال الصقر                                          |
| إعداد وإخراج       | عادل الجوهر                                         |
| تمثيل              | عادل الجوهر أحمد شريف البسام علي محمد صقر أحمد رشيد |
| مدير الإنتاج       | عبد الله علي                                        |
| الاعلامية          | يوسف حسن                                            |
| التصميم والجرافيكس | يحيى العمادي                                        |
| الديكور            | سعود مرزوق                                          |
| تحريك الديكور      | فيصل كرامه عبد الله الدرزي                          |
| مصمم الاضاءة       | أحمد جاسم محمد                                      |
| تنفيذ الاضاءة      | محمد الحبسي                                         |
| إعداد المؤثرات     | أحمد حسن                                            |
| تشغيل الشاشة       | فيصل العنزي                                         |
| كلمات الأغنية      | عادل الجوهر                                         |
| تسجيل الأغنية      | فهد سيار                                            |
| رابط المشاهدة      | https://youtu.be/os3ROCCbeaE                        |

#### اختطاف77[5]
عبارة عن قصة الشاب عامر الذي ضاقت به السبل لإيجاد حل يمكنه من أخذ والدته للعلاج في الخارج، فحالته المادية الضعيفة لا تسمح له بتحمل تكاليف السفر والعلاج، لذا لجأ للمسؤولين في محاولة إيجاد فرصة لابتعاث والدته للعلاج على نفقة الدولة، إلا أنه يصطدم بتعنت المسؤولين وعباراتهم المتكررة بأن والدته امرأة كبيرة وقد حان أجلها فلماذا نقوم بابتعاثها للعلاج؟، فما كان منه إلا أن يقوم باختطاف طائرة تحمل رحلة رقم 77 ليفاوض المسؤولين بهذه العملية من أجل ابتعاث والدته للعلاج بالخارج.
| بطاقة المسرحية     | بطاقة المسرحية                                                                       |
| ------------------ | ------------------------------------------------------------------------------------ |
| تاريخ العرض        | أغسطس وديسمبر 2016                                                                   |
| تأليف              | جمال الصقر                                                                           |
| إعداد وإخراج       | عادل الجوهر                                                                          |
| تمثيل              | عادل الجوهر البسام علي عبد الرحمن بوصابر محمد صقر أحمد رشيد عبد الله الدرزي محمد حسن |
| مدير الإنتاج       | عبد الله علي                                                                         |
| مساعد الإنتاج      | يوسف عرفه طلال أحمد عبد العزيز عرفه                                                  |
| الاعلامية          | يوسف عرفه                                                                            |
| تصميم الديكور      | عبد العزيز شريف                                                                      |
| تنفيذ الديكور      | سعود مرزوق                                                                           |
| المكياج            | صديقة الأنصاري معصومة الرئيسي                                                        |
| فني الصوت          | أحمد حسن                                                                             |
| فني الإضاءة        | أحمد جاسم محمد                                                                       |
| تصميم الفيديو      | حسن القناص                                                                           |
| الموسيقى والمؤثرات | فهد سيار                                                                             |
| فني الشاشة         | فيصل العنزي                                                                          |
| المشاركون في العرض | فهد الزري عبد العزيز قاسم علي الدرزي يوسف الحمر عائشة المردي                         |

#### حقائب
تتلخص فكرة المسرحية من خلال الربط بين لعبة الشطرنج التي يتحكم بها اللاعبان، وبين الواقع الذي نتعايشه من خلال التداخل الفني ليتم تحويل اللعبة لأرض الواقع من خلال شخصية الجنرال المتسلط ليشتت حكم المشاهد بين المتعاطف والقاسي مع الجنود المغلوب على أمرهم والجنود الذين قرروا إنهاء بطش الجنرال الدكتاتوري لتتم عملية الانقلاب العسكري بعد سقوط جميع الجنود في أرض المعركة وإعطاء أبعاد حيوانية لكل شخصية لتمثل الصراعات الدموية التي تحدث في عالم الحيوان دون عقل أو غريزة حب وتم التطرق للأفكار التي تعشش في بعض العقول في واقع البشر من خلال أن هناك أياد خفية تتحكم في مصائر البشر من خلال الدمج بين مسرح الظل والشاشة السينمائية التي كانت لاعبا أساسيا مع خشبة المسرح التي كانت تمثل ساحة المعركة.
| بطاقة المسرحية              | بطاقة المسرحية                             |
| --------------------------- | ------------------------------------------ |
| تاريخ العرض                 | فبراير 2017                                |
| تأليف                       | عمار نعمة جابر                             |
| إخراج                       | عبد الرحمن بوجيري                          |
| تمثيل                       | محمد حسن عبد الله الحمر فهد الزري محمد صقر |
| السينوغرافيا                | عبد الرحمن بوجيري                          |
| مدير الإنتاج وتنفيذ الديكور | رمضان يوسف                                 |
| تصميم الازياء               | عبد العزيز قاسم                            |
| تصميم وتنفيذ الاضاءة        | عبد الله البكري                            |
| المكياج                     | صديقة الأنصاري                             |
| الجرافيكس                   | علي بوجيري                                 |
| تأليف وإدارة الموسيقى       | يوسف قازاني                                |

#### أحلام مسمومة
يحكي النص عن قصة مجموعة من الناس يعيشون أحلامهم وفق قوالب محددة لا تخرج عن الصور الساذجة المضحكة، بينما يتفرد كبيرهم (شاهين) بأحلام مغايرة يخفيها عنهم لأنها أرفع شأنا، لكن الحال لا يدوم على ذلك وتبدأ حركة وعي بطرق مختلفة للأحلام على يد أحدهم مما يسبب صداما بينه وبين شاهين إلى أن تتطور الأحداث في خط كوميدي تراجيدي يمتع المشاهد بلحظات من الغرائب والعجائب لطريقة أحلامهم لكنها في نفس الوقت ستوصل رسائل مجتمعية ناضجة وإسقاطات على الواقع العربي وأوضاعه المضحكة المؤلمة.
| بطاقة المسرحية     | بطاقة المسرحية                                                                                                |
| ------------------ | --- |
| تاريخ العرض        | أبريل 2018 |
| تأليف وإخراج       | أحمد جاسم محمد                                                                                                |
| تمثيل              | البسام علي عبد الرحمن بوصابر محمد صقر عبد الله الدرزي أحمد رشيد زكريا الشيخ نورة عيد فهد الزري عبد الله الحمر |
| السينوغرافيا       | عبد الله الدرزي أحمد جاسم                                                                                     |
| مدير الإنتاج       | عبد الله علي                                                                                                  |
| تصميم الازياء      | عبد العزيز قاسم                                                                                               |
| تلحين وايقاع       | زكريا الشيخ                                                                                                   |
| المكياج            | سارة الشايجي                                                                                                  |
| التصميم والجرافيكس | يحيى العمادي                                                                                                  |
| الاعلامية          | يوسف عرفه |
| رابط المشاهدة      | https://youtu.be/rUD7EWdqdls                                                                                  |

#### سأبحر
عبارة عن قصة صلاح الخريج الجامعي الذي يحلم ان يكون مدرس في مادة  التاريخ  وحيث انه متأثر إلى ما بمدرسيه  في الجامعة وبالمد  القومي  العربي ابان  الفترة نفسها  وفجأة وصلت إلى بيته  رسالة من وزارة التربية والتعليم  بقرار تعينه وطار فرحًا بالخبر  وأخذ يتخيل نفسه في غرفته انه مدرس بين الطلاب وبين المدرسين ومن هنا تنطلق احداث المسرحية بمخيلة  جنونية  المسرحية  مليئة بالتناقضات والإسقاطات  والهلوسة غير الطبيعية تصل به انه يخطف الصف من المدرسة بطريقته الجنونية  وللكوميديا  مكان  في تناقضاته وفي  النهاية يتضح لنا انه في مصحه وفي مبنى  آيل للسقوط، حيث تم عرض المسرحية في مملكة البحرين والمملكة العربية السعودية ودولة الكويت والمملكة المغربية
| بطاقة المسرحية | بطاقة المسرحية                  |
| -------------- | ------------------------------- |
| تاريخ العرض    | أبريل ومايو 2018 نوفمبر 2019    |
| تأليف وإخراج   | جمال الصقر                      |
| تمثيل          | حسن محمد                        |
| سينوغرافيا     | عبد الله البكري عبد الله الدرزي |

#### زهايمر
تحكي المسرحية عن واقع يعيشه مجتمعنا الذي يعاني من فئة اصابها مرض النسيان أو الزهايمر بشكل مجازي، حيث انهم قاموا بنسيان واجباتهم وحافظوا فقط على حقوقهم فكانت الضحية هي الأسرة المفككة التي تتكون من الام والاب والثلاثة أبناء الذي يحرك بينهم الأحداث ويكشف المستور هو السارق الذي يجسد دوره بشكل كوميدي.
| بطاقة المسرحية     | بطاقة المسرحية                                                                                              |
| ------------------ | --- |
| تاريخ العرض        | يونيو 2019                                                                                                  |
| تأليف              | يعقوب يوسف                                                                                                  |
| إخراج              | عبد الله الدرزي                                                                                             |
| تمثيل              | غادة الفيحاني عبد الرحمن بوصابر عبد الله الدرزي محمد صقر محمد حسن أحمد السادة تركي الذوادي فاطمة عبد العزيز |
| مدير الإنتاج       | عبد الله علي                                                                                                |
| مساعد الإنتاج      | يوسف عرفه طلال أحمد                                                                                         |
| الاعلامية          | يوسف عرفه                                                                                                   |
| التصميم والجرافيكس | يحيى العمادي                                                                                                |
| المكياج            | آلاء عايش منى الدوسري                                                                                       |
| فني الصوت          | أحمد حسن |
| الإضاءة            | عيسى خليفة                                                                                                  |

### مسرحيات الأطفال

#### سمير وسمورة
تحكي المسرحية قصة الطفلين الأخوين (الدميتين) سمير وسمورة الكسولين، حاول أبوهما (ممثل بشري) أن يشجعهما على الهمة والحركة واستغلال الوقت، لكن النوم كان مطلبهما الأول، في تلك اللحظة كان هناك كتاب ناطق لديه قدرات على الحديث والمحاورة يتكلم مع الأب ويرشده أن يستفز الأولاد لقراءة قصة عجيبة عن مدينة غريبة خيالية، وبالفعل تنجح الفكرة فيتأثر الأولاد بسحر القصة الغريبة ويدخلان في ثنايا الكتاب، فإذا بديكور مسرحي آخر وهي المدينة الخيالية الجميلة التي تعيش فيها كائنات مضحكة مثل النملة والمكنسة والسمكة والساعة والنخلة والطيور (جميعهم من الدمى)، كل تلك الكائنات تعلم الطفلين معنى الجد والاجتهاد وكيف يتغلبان على الكسل عن طريق مواقف طريفة، وتكون ذروة المسرحية في هجوم الذئب على المدينة، لتحول الطفلان إلى عامل إيجابي في إنقاذ الجميع، فالدروس التي تعلماها من تلك الكائنات اللطيفة علمتهما كيف يفكران ويكونان جادين في جميع أمورهما.
| بطاقة المسرحية | بطاقة المسرحية                                    |
| -------------- | ------------------------------------------------- |
| تاريخ العرض    | ديسمبر 2007                                       |
| تأليف وإخراج   | أحمد جاسم محمد                                    |
| تمثيل          | أحمد جاسم محمد عبد الرحمن بوجيري عبد الرحمن بوبدر |
| الخدمات الفنية | عبد الرحمن الخالدي                                |
| الإضاءة        | عيسى المسلماني                                    |
| تلحين وغناء    | عبد الله المسلماني                                |
| فني ديكور      | حسن عبد الله إبراهيم الغانم                       |
| تصنيع الدمى    | نجاة فزيع إيمان آدم                               |
| تسجيل الصوت    | استوديو الجمعية الإسلامية (البحرين)               |
| رابط المشاهدة  | https://youtu.be/A4U99W3i0K0                      |

#### وين الوطن[6]
تتحدث المسرحية عن طفل (دمية) اسمه محبوب استأذن من أبيه للخروج إلى النزهة، لكن أباه نصحه بأن لا يبتعد عن الوطن، وافق محبوب لكنه في غمرة لعبه نسي نصيحة الأب وانطلق يلاحق الفراشة حتى دخل في عمق الغابة وضاع، وهناك في الغابة يلتقي بالسمكة التي رماها البحر، فينقذها ويرجع بها إلى البحر، ثم يأتي دور الطير الذي ينقذه محبوب من الصياد والأرنب الذي ينقذه من الأسد، وفي كل مرة تشكره تلك الحيوانات ويقول له كل واحد منهم بعد أن يساعده: شكرا لأنك ارجعتني لوطني، فيستغرب من كلمة الوطن! ويتساءل أين وطني؟! ثم يهب معه الجميع ويساعدونه للرجوع إلى وطنه عبر حل لغز الكلمات وأوصاف بلده والتي تكون في النهاية هي البحرين.
| بطاقة المسرحية  | بطاقة المسرحية                                    |
| --------------- | ------------------------------------------------- |
| تاريخ العرض     | أغسطس 2008                                        |
| تأليف وإخراج    | أحمد جاسم محمد                                    |
| تمثيل           | أحمد جاسم محمد عبد الرحمن بوجيري عبد الرحمن بوبدر |
| ألحان وغناء     | عمر الجيران                                       |
| تصميم الديكور   | عادل الجوهر                                       |
| إضاءة           | رمضان يوسف                                        |
| متابعات انتاجية | أحمد العكبري جمال الصقر                           |
| تصميم المطبوعات | علي البنجاسم                                      |
| تصميم الدمى     | مركز سلمان الثقافي سناء المشخص                    |
| رابط المشاهدة   | https://youtu.be/Q-_9gAHunNc                      |

#### نجمة فرح
تتحدث المسرحية عن طفلة صغيرة تسمى فرح رسم لها المعلم نجمة في دفترها نتيجة لتفوقها، هذه النجمة لفتت انتباهها فسألت الأستاذ: لم اعطيتني نجمة؟ لم لا ترسم لي صورة حذاء! أو جورب! هذه الصدمة التي لم يعرف لها الأستاذ جوابا، أخذتنا إلى رحلة البحث عن السر، فنجمة فرح تتحرك من الدفتر لتخاطب فرحا وتحكي لها قصتها مع الكواكب الذين حسدوا حب الأطفال لها فقرروا أن يروموها في البحر، لكن النجمة الذكية كونت لها صداقات كثيرة مع المخلوقات البحرية واستطاعت بفضل ذكائها أن تنقذهم من القرش المخيف، ولذا كافؤها بحملها ورميها بقوة إلى الفضاء لترجع إلى أسرتها بعد ان اعتذرت منها الكواكب لما اقترفوه ضدها.
| بطاقة المسرحية    | بطاقة المسرحية                                         |
| ----------------- | ------------------------------------------------------ |
| تاريخ العرض       | سبتبمر 2009                                            |
| تأليف             | عبد الرحمن بوجيري                                      |
| إخراج             | أحمد جاسم محمد                                         |
| تمثيل             | عبد الرحمن بوجيري عبد الرحمن بوبدر رمضان يوسف محمد حسن |
| مدير الإنتاج      | محمد الحبسي                                            |
| خدمات الإنتاج     | عبد العزيز الجار أحمد الخشرم                           |
| كلمات الأغاني     | فواز الشروقي                                           |
| غناء وألحان       | أحمد بوجيري                                            |
| تصنيع الدمى       | سناء المشخص                                            |
| تصميم المطبوعات   | علي البنجاسم                                           |
| المونتاج الإعلامي | عبد الله فؤاد محمد بوقحوص                              |
| رابط المشاهدة     | https://youtu.be/7vOhLi_yYr4                           |

#### مدينة الألوان
تروي المسرحية قصة 4 أشخاص يعيشون في جو سعيد يلعبون ويمرحون في مدينة الألوان حيث الألوان الجميلة المبهجة، وفجأة يتعاركون عندما يتحول أحدهم إلى شرير يحقد عليهم لأنهم فجروا بالونته بالخطأ أثناء اللعب، فيقرر ان يسرق الألوان من المدينة عن طريق إيقاع الجميع في عراكات جانبية، يتحول هو نفسه إلى شخص بلون أسود ويسيطر شيئا فشيئا على الألوان في زجاجة، ولا يستطيعون فكاك الألوان إلا بتعاونهم الذي يمكنهم من هزيمة الشرير واسترجاع الألوان.
| بطاقة المسرحية          | بطاقة المسرحية                                         |
| ----------------------- | ------------------------------------------------------ |
| تاريخ العرض             | يوليو 2010                                             |
| تأليف وإخراج            | أحمد جاسم محمد                                         |
| تمثيل                   | عبد الرحمن بوجيري عبد الرحمن بوبدر رمضان يوسف محمد حسن |
| مشاركة فنية             | جمال الصقر جاسم أحمد جاسم                              |
| تصميم الشاشة السينمائية | محمد بوقحوص                                            |
| الموسيقى والغناء        | أحمد بوجيري                                            |
| تصميم الإضاءة           | عادل الجوهر                                            |
| تشغيل الشاشة            | حمزة أحمد جاسم                                         |
| رابط المشاهدة           | https://youtu.be/0mbv1LT2DG8                           |

ونتيجة الإتقان الجيد الذي انتهب به المسرحية فقد استطاعت أو تواصل عروضها في عدة مناطق ومناسبات في البحرين وخارجها لمدة 5 سنوات، وحازت على جائزة البحث في مهرجان الناظور الدولي لمسرح الطفل بـ المغرب سنة 2011.

#### عصابة خربوش
تدور قصة المسرحية حول الرواية الشهيرة أوليفر تويست من تأليف الكاتب الكبير تشارلز ديكنز، فتتمركز المسرحية في حكاية الولد محمود الذي ماتت أمه فأخذ إلى الملجأ، ولأن المعاملة هناك كانت سيئة، فقد كان يتمرد عليهم أحيانا مما أدى إلى سجنه منفردا، لكنه استطاع الهرب بمساعدة الأرنب (الدمية) حتى وصل إلى المدينة، وهناك تمكنت العصابة من سرقته وضمه لهم، ولكن أحد التجار الطيبين استطاع إنقاذه منهم، وعن طريق هذا التاجر تمكنت الشرطة من القبض على فرقة العصابة.
| بطاقة المسرحية             | بطاقة المسرحية                                                                                             |
| -------------------------- | --- |
| تاريخ العرض                | فبراير 2014                                                                                                |
| تأليف                      | عن رواية أوليفر تويست للكاتب تشارلز ديكنز                                                                  |
| إعداد وإخراج               | أحمد جاسم محمد                                                                                             |
| تمثيل                      | هيفاء حسين أحمد مبارك (ممثل) عادل الجوهر محمد صقر البسام علي أحمد شريف عبد الله الدرزي محمد حسن شريفة طالب |
| مدير الإنتاج               | رمضان يوسف                                                                                                 |
| متابعة الاتتاج             | راشد علي سعد جابر أحمد إبراهيم جراح القيسي فاطمة الدوي أمل سيد شبر إيمان سيد عدنان                         |
| تصميم الأزياء والديكور     | علي سيف |
| تنفيذ الديكور              | جعفر غلوم محمد ياقوت                                                                                       |
| الإضاءة                    | محمد عاصي                                                                                                  |
| الشاشة والمونتاج والأنميشن | محمد بوقحوص                                                                                                |
| المكياج                    | محمد الحداد                                                                                                |
| تشغيل المؤثرات الصوتية     | عبد الرحمن بوجيري                                                                                          |
| كلمات الأغاني              | عادل المحميد عادل الجوهر                                                                                   |
| أداء وألحان                | أحمد بوجيري هيفاء حسين مروان المحمود                                                                       |
| تصميم الدمى                | رمضان يوسف                                                                                                 |
| الاشراف العام              | حبيب غلوم                                                                                                  |
| رابط المشاهدة              | https://youtu.be/Xh5IFwsjdfk                                                                               |

تواصلت عروض هذه المسرحية إلى 17 عرضا منها إعادة عرضها في معرض الكتاب الدولي بالشارقة بواقع 5 عروض.

#### الشمس الرائعة[7]
عبارة عن ثلاثة إخوة يعيشون في مزرعة جف فيها ماء البئر، الشمس الرائعة تخبرهم بأن التنين الرابض في البئر هو سبب حرمانهم من الماء، فتبدأ حيلتهم بمساعدة الشمس التي تعلمهم طرقا لاستخلاص الماء والتخلص من التنين الشرير، وبفضل تعاونهم ينجح الجميع في القضاء على التنين وحماية البئر.
| بطاقة المسرحية                                    | بطاقة المسرحية                                    |
| ------------------------------------------------- | ------------------------------------------------- |
| تاريخ العرض                                       | أكتوبر 2014                                       |
| تأليف                                             | جمال الصقر                                        |
| إعداد وإخراج                                      | عبد الرحمن بوجيري                                 |
| تمثيل                                             | يوسف المالكي فهد الزري عبد الله الحمر محمد بوجيري |
| مدير الإنتاج                                      | رمضان يوسف                                        |
| تصميم الشاشة السينمائية وتنفيذ المؤثرات الموسيقية | علي بوجيري                                        |
| تصميم الاضاءة                                     | جمال الصقر منذر الخان                             |
| الاعلامية                                         | يوسف حسن                                          |
| التصميم والجرافيكس                                | يحيى العمادي                                      |
| الشعر                                             | فواز الشروقي                                      |
| ألحان الأغاني                                     | عبد الرحمن بوجيري فهد الزري                       |
| غناء                                              | لطيفة البوعينين أحمد عبد العزيز                   |
| تصميم الأزياء                                     | عبد الرحمن بوجيري                                 |

#### الأشكال تلعب معي[8]
تدور أحداث المسرحية عن دمية تسمى «تم تم» يريد الوصول إلى قبعته فوق الشجرة الرفيعة بفعل العصفور المشاغب الذي سرقها انتقاما من تم تم الذي رفض إعطائه قضمة من الآيس كريم، فيحاول تم تم أن يتعاون مع الممثلين الثلاثة في صنع أدوات للوصول إلى قمة الشجرة عن طريق استغلال الأشكال الهندسية (المربع والمثلث والمستطيل والدائرة) فتتشكل منها السيارة ثم الطائرة والمدفع والقط والرجل الآلي وغيرها، لكل كل ذلك يفشل وتبقي إرادة تم تم التي تنجح باستحضار قوته الذاتية التي تساعده على القفز عاليا وانتزاع القبعة من فم العصفور.
| بطاقة المسرحية  | بطاقة المسرحية                           |
| --------------- | ---------------------------------------- |
| تاريخ العرض     | أبريل 2015                               |
| تأليف وإخراج    | أحمد جاسم محمد                           |
| تحريك الدمى     | أحمد جاسم محمد عبد الرحمن بوبدر محمد صقر |
| تصنيع الدمى     | شيماء مراد سيد جابر                      |
| تصميم المطبوعات | يحيى العمادي                             |

## وصلات خارجية
- http://www.legalaffairs.gov.bh/Media/LegalPDF/RINF1205.pdf
- https://www.youtube.com/channel/UCCD-OD6O6CRyw12zexIzTKw
- https://www.instagram.com/bayader_bh/